# КК Андора
КК Андора (шп. Bàsquet Club Andorra S.A.) андорски је кошаркашки клуб из Андора ла Веље. Из спонзорских разлога пун назив клуба тренутно гласи МораБанк Андора (MoraBanc Andorra). У сезони 2021/22. такмичи се у АЦБ лиги и у Еврокупу.

## Историја
Клуб је основан 1970. године. Пласман у АЦБ лигу први пут је изборио 1992. и том приликом се у њој задржао четири сезоне, а од 2014. поново игра у овом рангу такмичења. Најбољи резултат у АЦБ лиги било је четвртфинале плеј-офа досегнуто у сезони 1994/95. Исте сезоне остварио је и највећи успех у Купу Шпаније, а у питању је такође било четвртфинале.
Прво учешће у европским такмичењима забележио је у сезони 1995/96. када је наступао у Купу Радивоја Кораћа.

## Учинак у претходним сезонама
| Сез.     | Првенство Шпаније | Куп Шпаније  | Европско такмичење   |
| -------- | ----------------- | ------------ | -------------------- |
| 2014/15. | 14. место         | —            | —                    |
| 2015/16. | 14. место         | —            | —                    |
| 2016/17. | Четвртфинале ПО   | Четвртфинале | —                    |
| 2017/18. | Четвртфинале ПО   | —            | Еврокуп — Топ 24     |
| 2018/19. | 10. место         | —            | Еврокуп — Полуфинале |
| 2019/20. | 9. место          | Полуфинале   | Еврокуп — Топ 16     |
| 2020/21. | 9. место          | —            | Еврокуп — Топ 16     |
| 2021/22. | —                 | —            | Еврокуп — Полуфинале |

## Познатији играчи
- Лука Богдановић
- Давид Јелинек
- Виктор Сада
- Оливер Стевић
- Војдан Стојановски
- Нејтан Џавај